# Júlio Redecker
Júlio César Redecker ComMM (Taquari, 12 de julho de 1956 — São Paulo, 17 de julho de 2007) foi um advogado e político brasileiro filiado ao Partido da Social Democracia Brasileira (PSDB). Pelo Rio Grande do Sul, foi deputado federal durante quatro mandatos.

## Biografia
Iniciou a carreira política na ARENA, seguindo, depois para o PDS e para as legendas que o sucederiam tendo no movimento estudantil o pilar de sua carreira política. Disputou sua primeira eleição em 1982 quando foi derrotado na disputa pela prefeitura de sua cidade natal sendo derrotado também em 1986 quando foi candidato a deputado estadual. Extinto o PDS em 1993 filiou-se ao seu sucedâneo o Partido Progressista Reformador (PPR) sendo eleito primeiro suplente de deputado federal nas eleições de 1994 e no ano seguinte ingressou no Partido Progressista Brasileiro (PPB), outra das agremiações que sucederam ao antigo PDS. Efetivado na Câmara dos Deputados foi reeleito em 1998, 2002 e 2006.
Em 1999, durante seu segundo mandato como deputado federal, Redecker foi admitido à Ordem do Mérito Militar no grau de Comendador especial pelo presidente Fernando Henrique Cardoso.
Até 2003 Redecker foi filiado ao PPB, hoje PP, quando então ingressou no PSDB, onde disputou, em 2005, as eleições suplementares para a prefeitura de Novo Hamburgo contra Jair Foscarini (PMDB), conquistando 23,78% dos votos, e não sendo eleito. Foi o deputado federal mais votado do Rio Grande do Sul na última eleição que disputou (2006).

## Morte
Júlio Redecker foi uma das vítimas fatais do acidente com o voo 3054 da TAM, que decolou de Porto Alegre com destino a São Paulo e sofreu um acidente no pouso em Congonhas. Redecker planejava embarcar para São Paulo na manhã do dia 17 de julho de 2007 junto com a família, mas por entraves particulares, teve que embarcar no final da tarde. O parlamentar havia sido deixado por seu motorista no Aeroporto Salgado Filho e uma hora antes do embarque, havia tentado mudar seu voo para a operadora Gol Linhas Aéreas, para que ele pudesse ir direto ao Aeroporto de Guarulhos
O parlamentar embarcaria para Washington, nos Estados Unidos, por volta das 22h10min, onde participaria, ao lado de outros deputados, de encontro com a presidente da Câmara dos Representantes daquele país, Nancy Pelosi. Porém, como não havia voo direto para Guarulhos por meio da Gol, e não faria diferença remanejá-lo para outro voo, Redecker decidiu prosseguir com a viagem por meio da companhia TAM Linhas Aéreas. Por volta das 18h48min, o avião sofreu um acidente no pouso em Congonhas, atravessou a pista escorregadia, sobrevoou em altura baixíssima a Avenida Washington Luís e colidiu com o prédio da TAM Express, matando Redecker e outras 198 pessoas, incluindo todos os passageiros do avião. O parlamentar faleceu menos de uma semana depois de seu aniversário de 51 anos.
Seu corpo foi sepultado no dia 20 de julho de 2007, na cidade de Novo Hamburgo, Rio Grande do Sul, com a presença do ministro da Justiça Tarso Genro e do governador mineiro Aécio Neves.

## Homenagens póstumas
Após sua morte, seu mandato na Câmara dos Deputados foi assumido pelo primeiro suplente, Cláudio Castanheira Diaz. Matteo Rota Chiarelli, do DEM (antigo PFL), eleito segundo suplente nas eleições de 2006, passou a ser o primeiro suplente.
Em nota, o presidente do PSDB, Tasso Jereissati, lamentou a morte de Redecker, dizendo que "era uma jovem liderança, um grande idealista" que "atuava com destacado desempenho em defesa das nobres causas da política brasileira". Para a juventude do partido, o deputado permanecerá como exemplo. O líder do PSDB na Câmara, Antonio Carlos Pannunzio, também lamentou a morte de Redecker em nota. O gabinete do deputado Júlio Redecker emitiu um comunicado oficial lamentando o desaparecimento do parlamentar. No dia seguinte à tragédia, a presidente da Câmara dos Representantes dos EUA, Nancy Pelosi, prestou homenagem ao deputado, com um minuto de silêncio durante reunião do Congresso norte-americano.
No dia 1º de agosto de 2007, a Câmara dos Deputados realizou sessão em homenagem a Júlio Redecker.

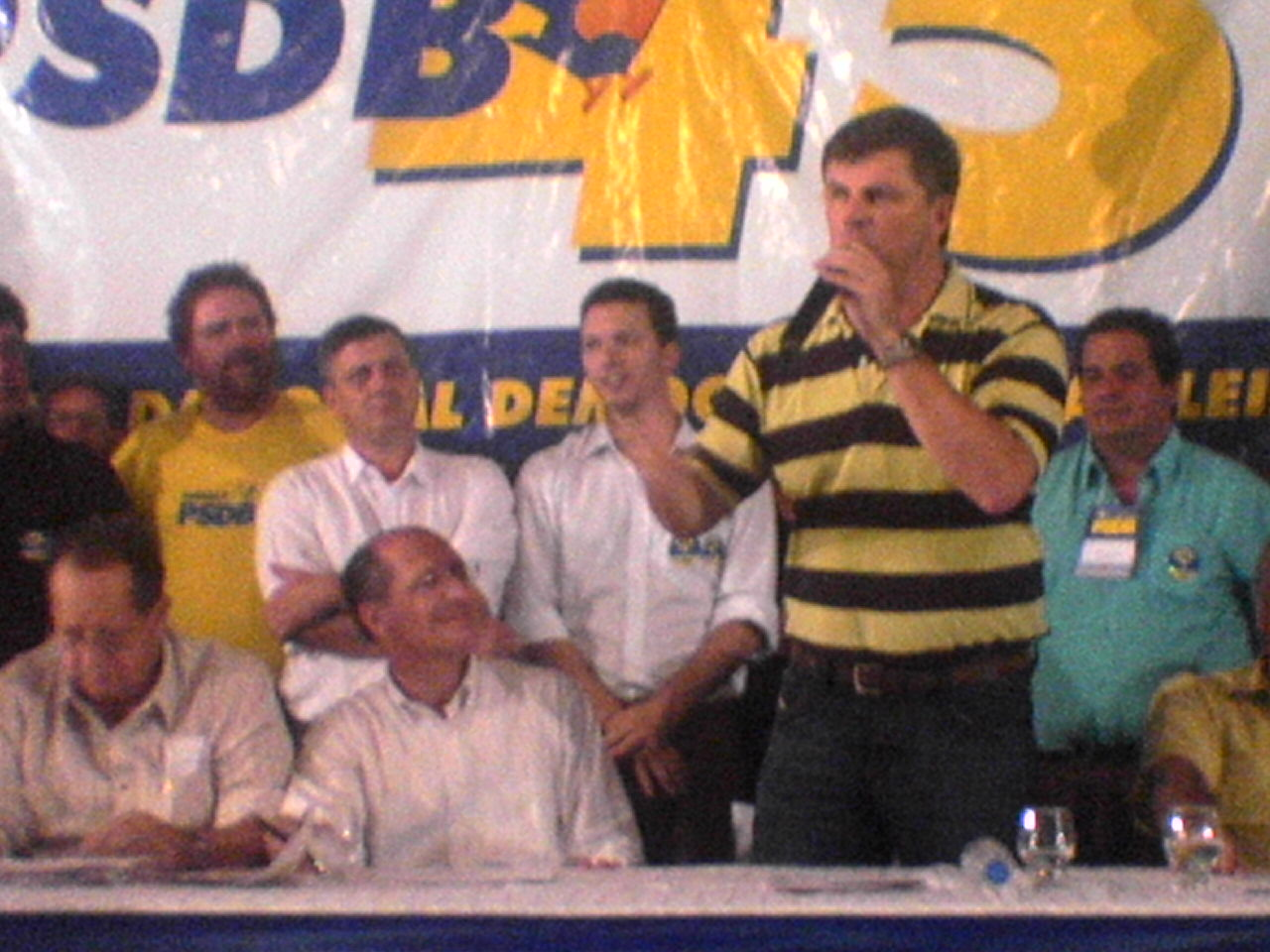
Júlio Redecker em convenção tucana no Rio Grande do Sul
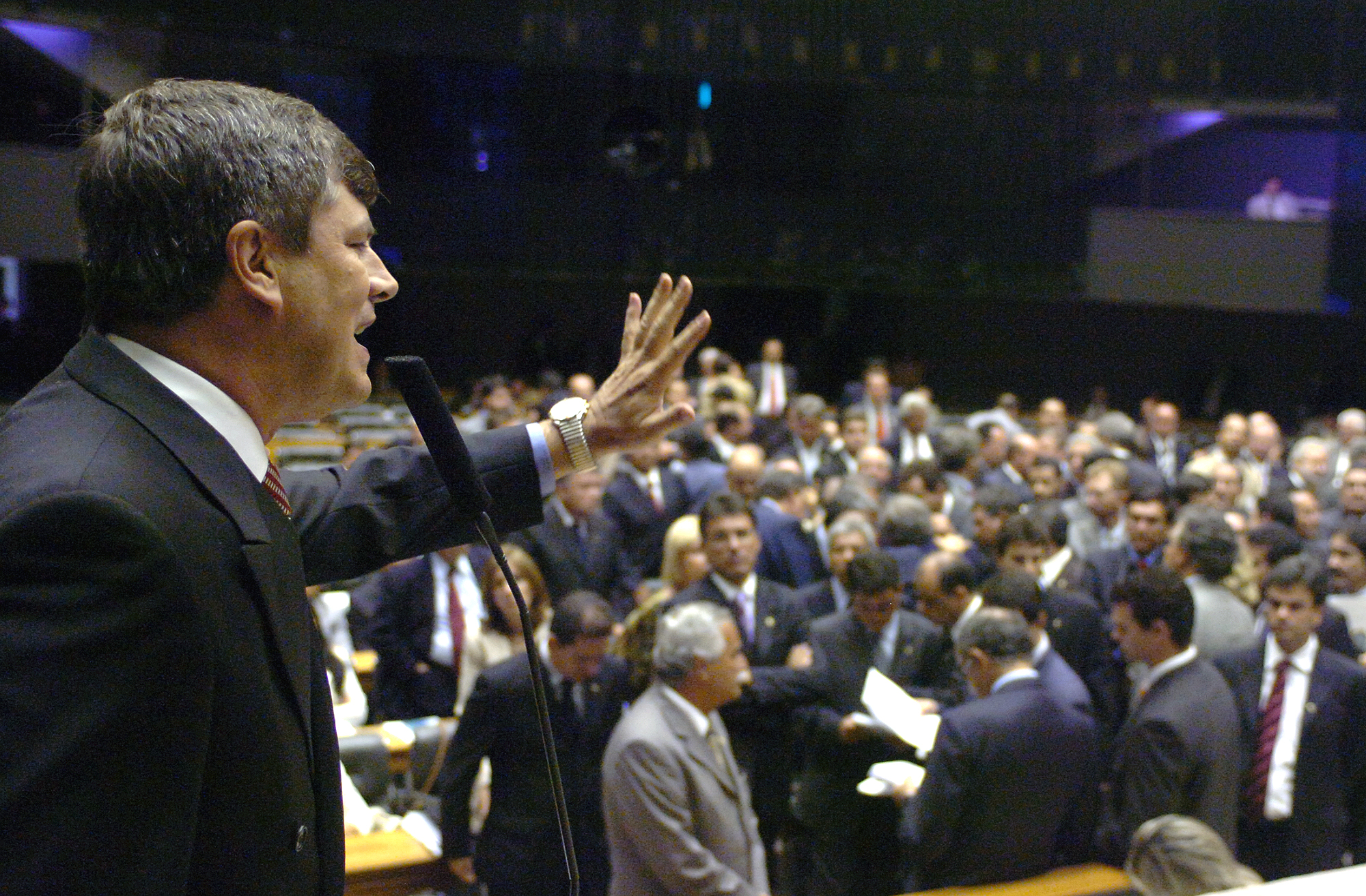
Júlio Redecker durante discurso em plenário